# Øst-Finnmark
Øst-Finnmark er et distrikt i Norge, som omfatter den østlige del af Finnmark fylke. Området domineres af Varangerhalvøen, Varangerfjorden og Sør-Varanger, men strækker sig også vestover til og med Laksefjorden og inkluderer således både Nordkinnhalvøen og Tana.
Øst-Finnmark har i alt 27.236 indbyggere (1. juli 2007) og omfatter et areal på 17.574 kvadratkilometer, fordelt på de 9 kommuner Lebesby, Gamvik, Tana, Berlevåg, Båtsfjord, Vardø, Vadsø, Nesseby og Sør-Varanger. Disse kommuner har etableret et interkommunalt samarbejde i regionsrådet for Øst-Finnmark. De 3 byer i distriktet er Vardø, Vadsø og Kirkenes.
70°N 30°Ø / 70°N 30°Ø